# Angelonia blanchetii
Angelonia blanchetii är en grobladsväxtart som beskrevs av George Bentham. Angelonia blanchetii ingår i släktet Angelonia och familjen grobladsväxter. Inga underarter finns listade i Catalogue of Life.